# Fábrica Hispano

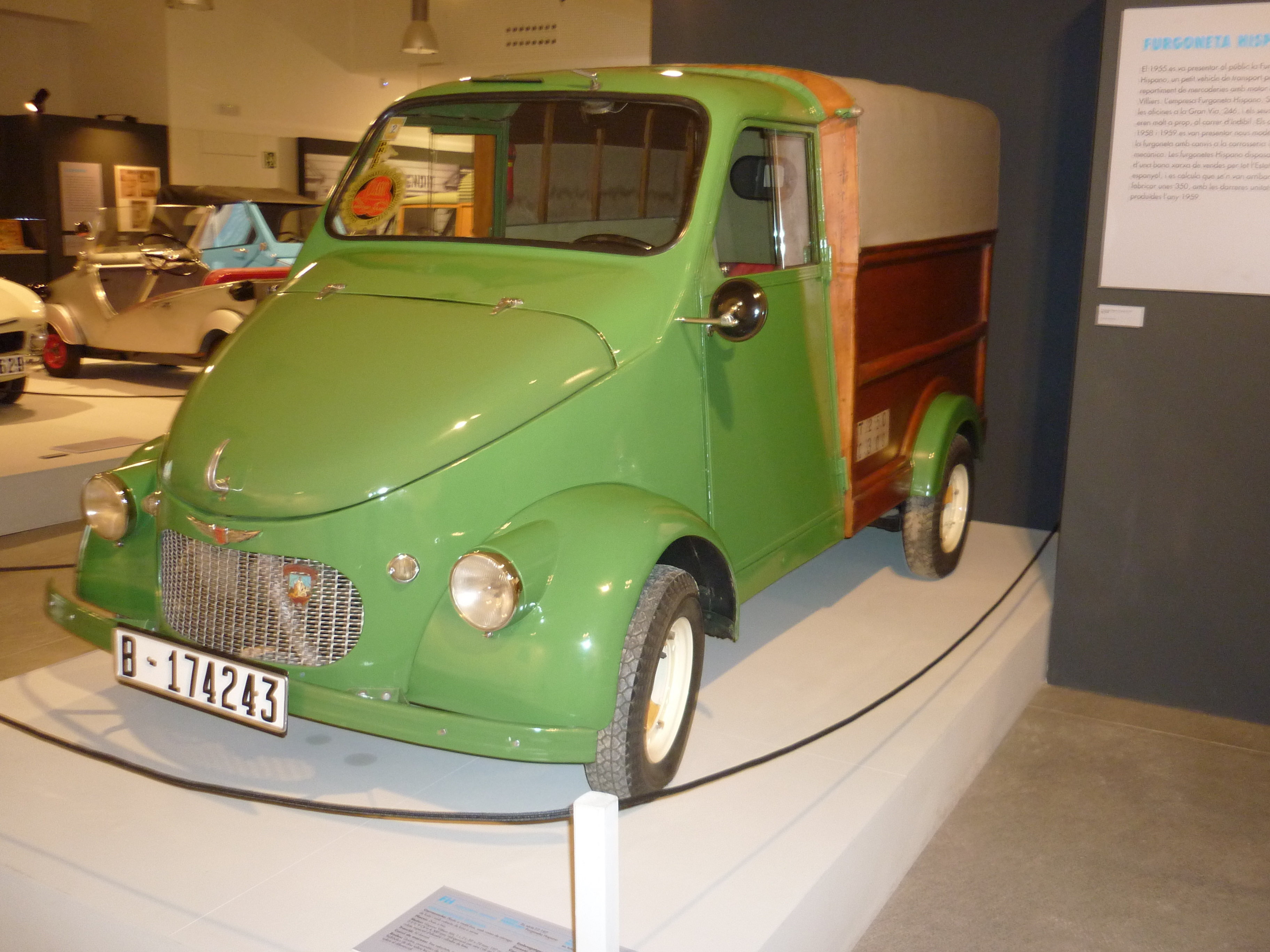
Modelo F2 furgoneta.

Furgoneta Hispano, conocida también por sus iniciales FH es una antigua marca de coches española.
Erróneamente apareció en alguna web y/o publicaciones de época muy posterior a la de actividad del fabricante la denominación Fábrica Hispano que se sigue empleando sin ninguna base de verosimilitud.

## Historia de la empresa
La empresa Furgoneta Hispano S.A. localizada en Barcelona, empezó a partir de los restos de la antigua Hispano-Suiza tras su nacionalización y conversión a ENASA. Comenzó en 1956 con la producción de automóviles. En 1960, la producción se detuvo después de unos 400 ejemplares producidos.

## Modelos
Tan solo se produjeron microcoches, siempre tipificados como furgonetas por motivo de no tener licencia para producir coches de turismo, del modelo F4 se produjeron dos versiones para transportar personas la F4J, tipo "jardinera" para uso turístico y la F4R tipo "rubia" con cristales laterales en la parte trasera y doble fila de asientos, pero constaban como "furgoneta jardinera" y "furgoneta rubia" tal como se ve en folletos originales. Utilizaban motores monocilíndricos de 197 cm³ de desplazamiento que otorgaban una potencia de 9 cv,  en el primer modelo y posteriores F2 y F4; o motores de dos cilindros con 324 cm³ de cilindrada y un total de 15 cv el mismo utilizado en las motocicletas Rovena este equipando solo los modelos F4(325) , ambos de procedencia Hispano Villiers.
Actualmente se conoce la existencia de una furgoneta del primer modelo y dos F2 perfectamente restauradas.